# Lian Junjie
Lian Junjie, född 3 november 2003, är en kinesisk simhoppare som blev världsmästare i 10 meter parhoppning mix tillsammans med Ren Qian vid världsmästerskapen i simsport 2017.